# Cosmorhoe
Cosmorhoe (Cosmorhoe ocellata) là một chi bướm đêm thuộc họ Geometridae

## Các loài tiêu biểu
- Cosmorhoe ocellata - Purple Bar